# Isola di Vil'kickij (Mare di Kara)
L'isola di Vil'kickij (in russo: остров Вилькицкого, ostrov Vil'kickogo) è un'isola del mare di Kara, Russia. Amministrativamente appartiene al Tazovskij rajon del Circondario autonomo Jamalo-Nenec, nell'Oblast' di Tjumen' (Circondario federale degli Urali).
L'isola non va confusa con altre isole omonime: l'isola di Vil'kickij (Mare della Siberia orientale), che fa parte delle isole De Long e porta il nome di Boris Andreevič Vil'kickij; le isole di Vil'kickij (Arcipelago di Nordenskiöld), un gruppo che fa parte dell'arcipelago di Nordenskiöld; e le isole di Vil'kickij (Mare di Laptev) che si trovano a est della punta settentrionale della penisola del Tajmyr, tra quest'ultima e le isole Komsomolskaja Pravda.

## Geografia
L'isola è situata a nord delle imboccature del golfo o (baia) dell'Ob' (Обская губа, Obskaja guba) e del golfo dello Enisej (Енисейский залив, Enisejskij zaliv) e si trova 30 km a nord dell'isola di Neupokoev. L'isola di Vil'kickij, che ha la forma di una mezza luna, concava a sud dove forma la baia Švede (бухта Шведе), è lunga 18 km e larga 9 km; calcolando  anche la lunga striscia di sabbia (коса Восточная, koca Vostočnaja) che si protende verso sud-est, misura in tutto 40 km; la superficie è di 153,9 km².
La superficie è piatta e ricoperta di sabbia, con poca vegetazione tipica della tundra; fa parte della Riserva naturale del Grande Artico, la più grande riserva naturale della Russia.

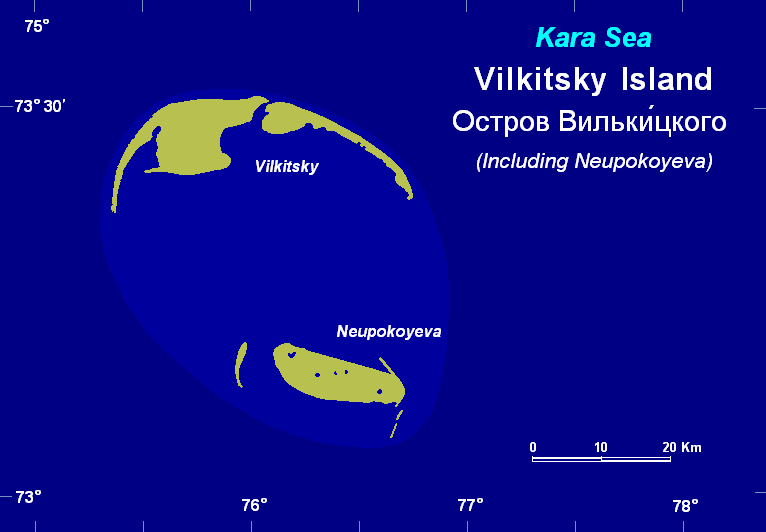

Il mare che circonda l'isola è coperta di ghiacci in inverno e ci sono numerosi banchi di ghiaccio anche d'estate. Vi è una vasta area poco profonda tra l'isola di Vil'kickij e la sua vicina meridionale, l'isola di Neupokoev.

## Storia
Scoperta nel 1874, è stata così denominata in onore dell'idrografo e geodeta tenente generale Andrej Ippolitovič Vil'kickij, (Андрей Ипполитович Вилькицкий,  1858-1913).